# Hagondange

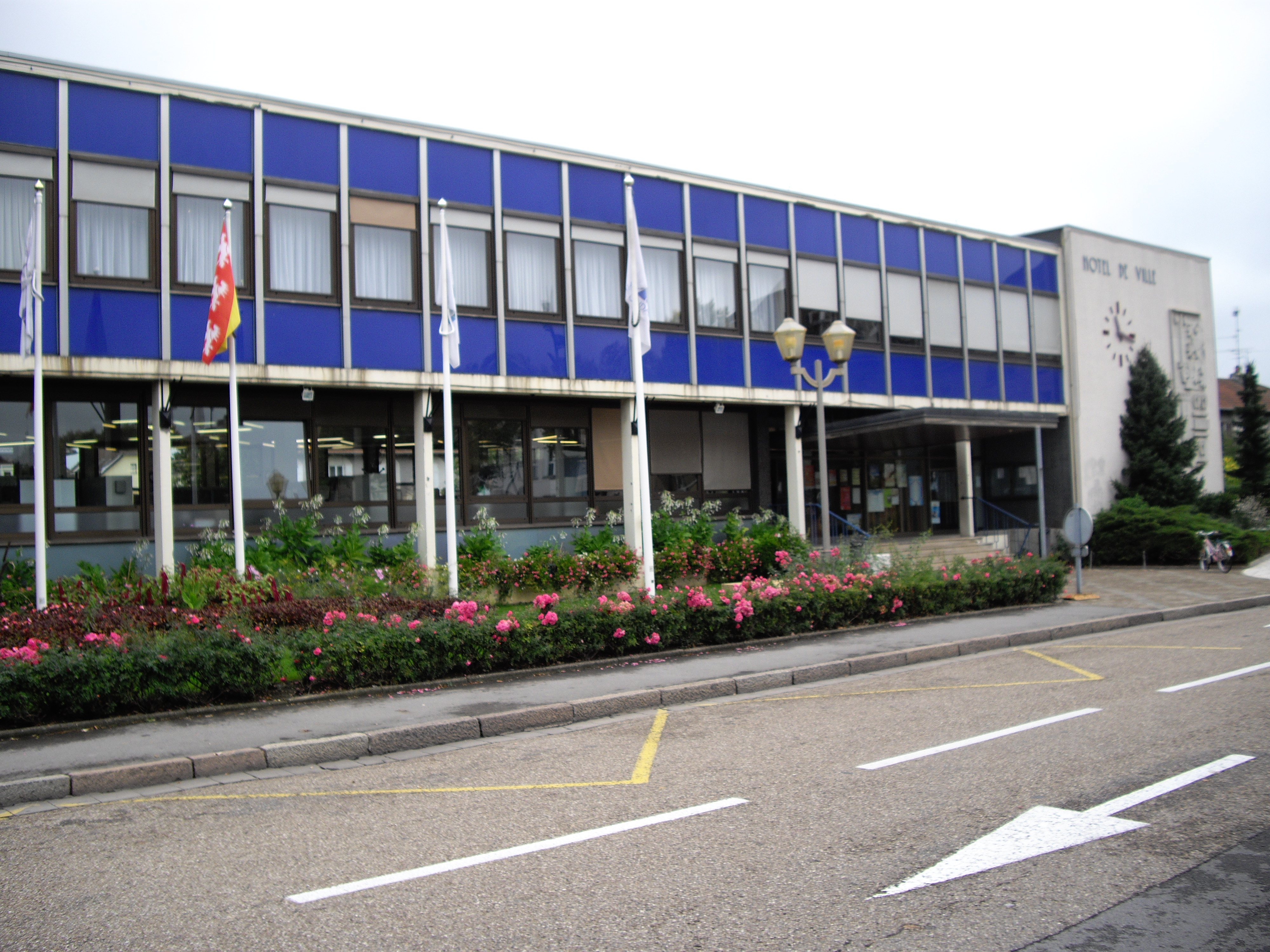
Rathaus (Hôtel de ville)

Hagondange [aɡɔ̃dɑ̃ʒ] (deutsch Hagendingen, lothringisch Hoendéngen) ist eine französische Stadt mit 9300 Einwohnern (Stand 1. Januar 2022) im Département Moselle in der Region Grand Est (vor 2016 Lothringen). Sie gehört zum Arrondissement Metz.

## Geographie
Hagondange liegt in Lothringen, links von  der Mosel, etwa 15 Kilometer nördlich von Metz und 13 Kilometer südlich von Thionville (Diedenhofen) auf der deutschen Seite der ehemaligen deutsch-französischen Sprachgrenze. Der Ort befindet sich auf einer Höhe zwischen 154 und 209 m über dem Meeresspiegel. Das Gemeindegebiet umfasst 5,53 km².

## Geschichte
Der Ort wurde erstmals 795 als Hagelinga erwähnt. Weitere Bezeichnungen sind  Angondanges (1218),  Angoldanges (1228),  Agondange (1320), Hagundange (15. Jh.), Abondange (1444) und Hangondange (1686). Im Deutschen waren früher auch die Namen Hagelingen und Engeldingen in Gebrauch. Die Ortschaft gehörte früher zum Bistum Metz; ein Anteil an ihr, den einst Luxemburg in Besitz gehabt hatte, wurde 1410 an das Kapitel in Metz vertauscht. 1517 brannte das Dorf ganz ab.
Durch den Frankfurter Frieden vom 10. Mai 1871 kam die Region an das deutsche Reichsland Elsaß-Lothringen, und das Dorf wurde dem Landkreis Metz im Bezirk Lothringen zugeordnet. Die Dorfbewohner betrieben Getreidebau und Viehzucht.
Nach dem Ersten Weltkrieg musste die Region aufgrund der Bestimmungen des Versailler Vertrags 1919 an Frankreich abgetreten werden. Im Zweiten Weltkrieg war die Region von der deutschen Wehrmacht besetzt.
Zumindest in den 1960er Jahren bestanden einige Zeit partnerschaftliche Beziehungen zur Großstadt Magdeburg in der damaligen DDR.

### Demographie
| Jahr      | 1962   | 1968   | 1975   | 1982 | 1990 | 1999 | 2007 | 2019 |
| Einwohner | 11.061 | 10.567 | 10.048 | 9091 | 8222 | 8675 | 9212 | 9287 |

## Kultur und Sehenswürdigkeiten
Im Westen des Gemeindegebietes liegt der Zoo d’Amnéville, im Süden befindet sich ein Teil des Walygator Parc.
Sehenswürdigkeiten

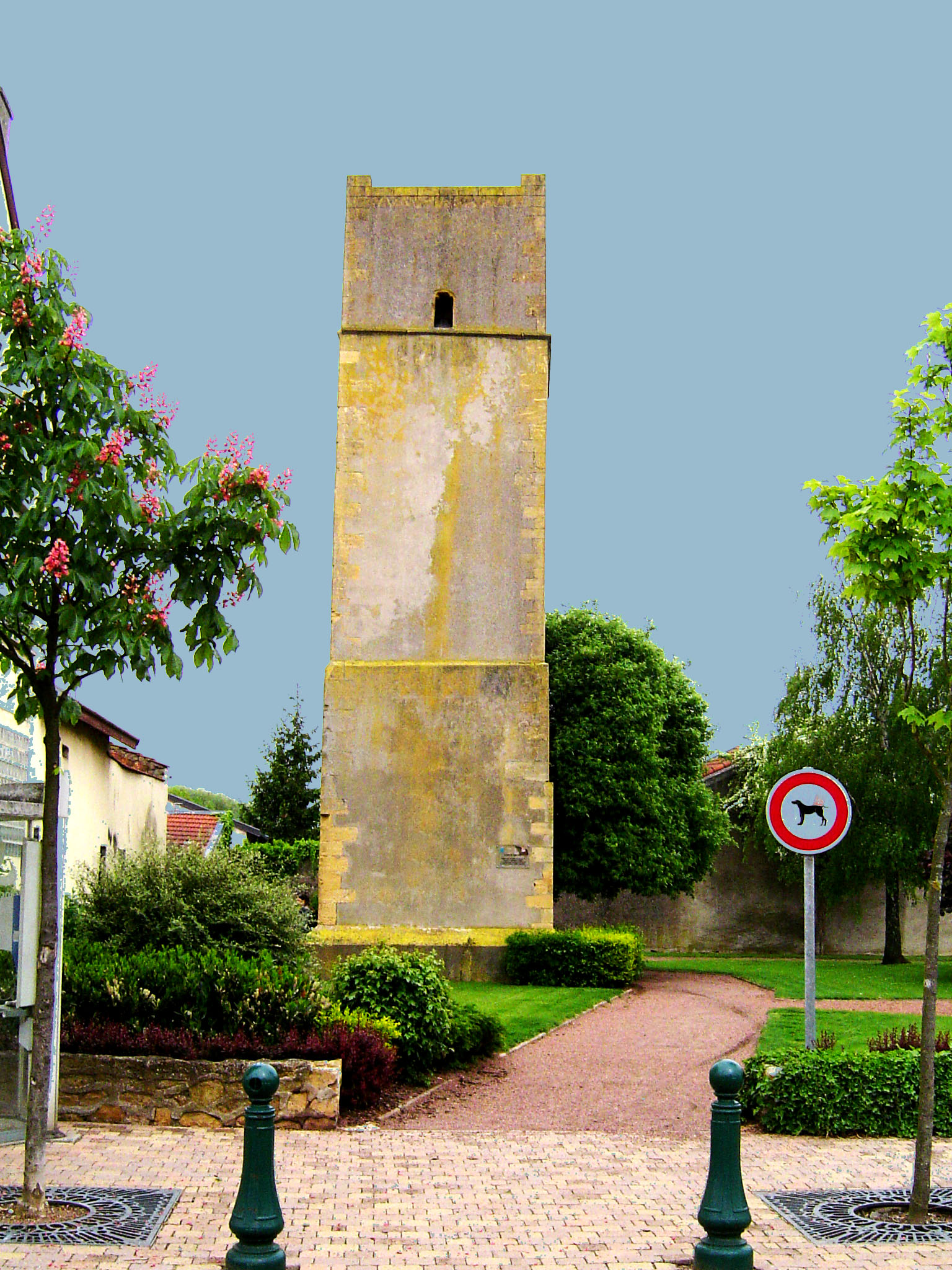
Wachturm aus dem 12. Jahrhundert
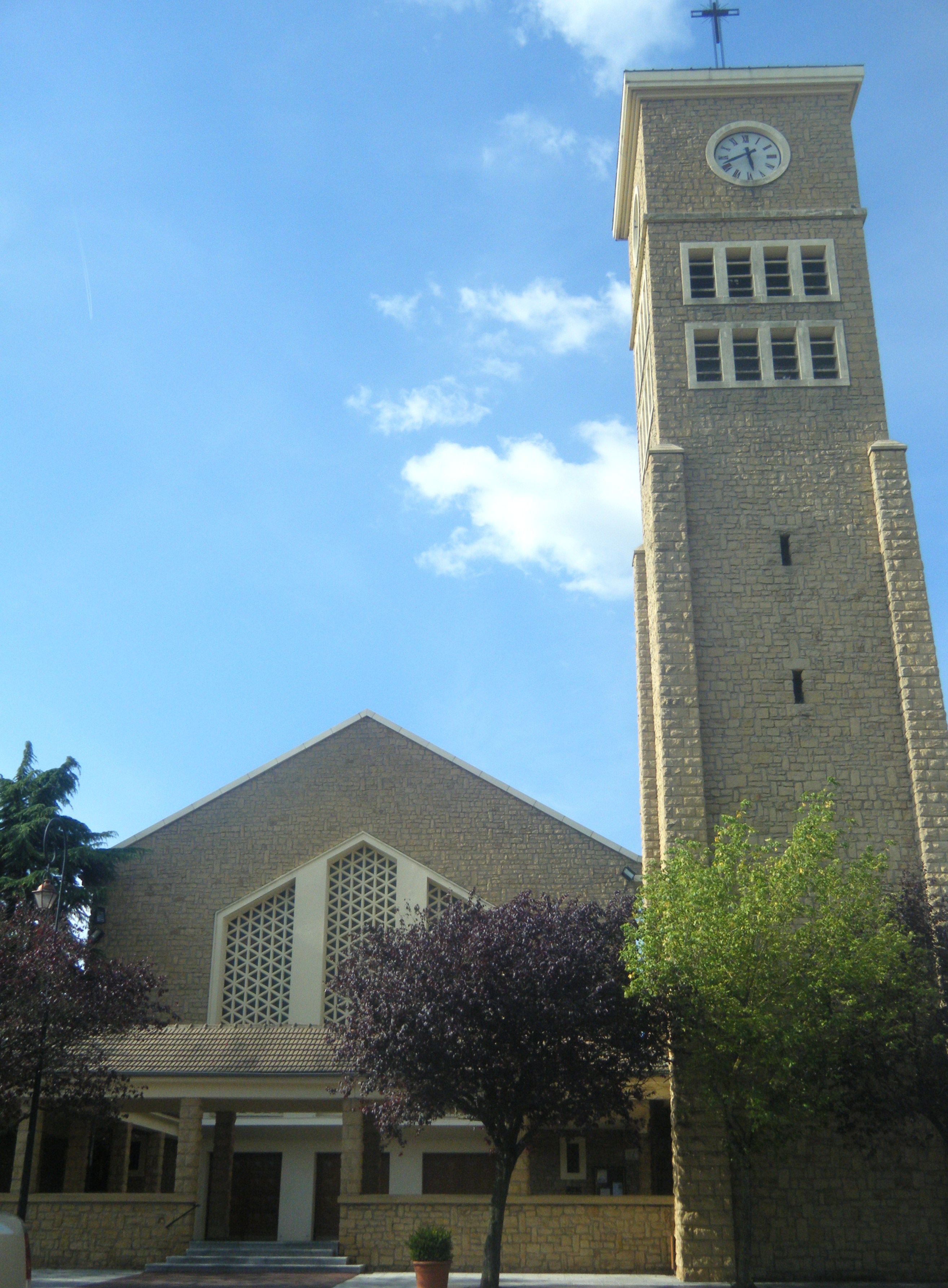
Herz-Maria-Kirche
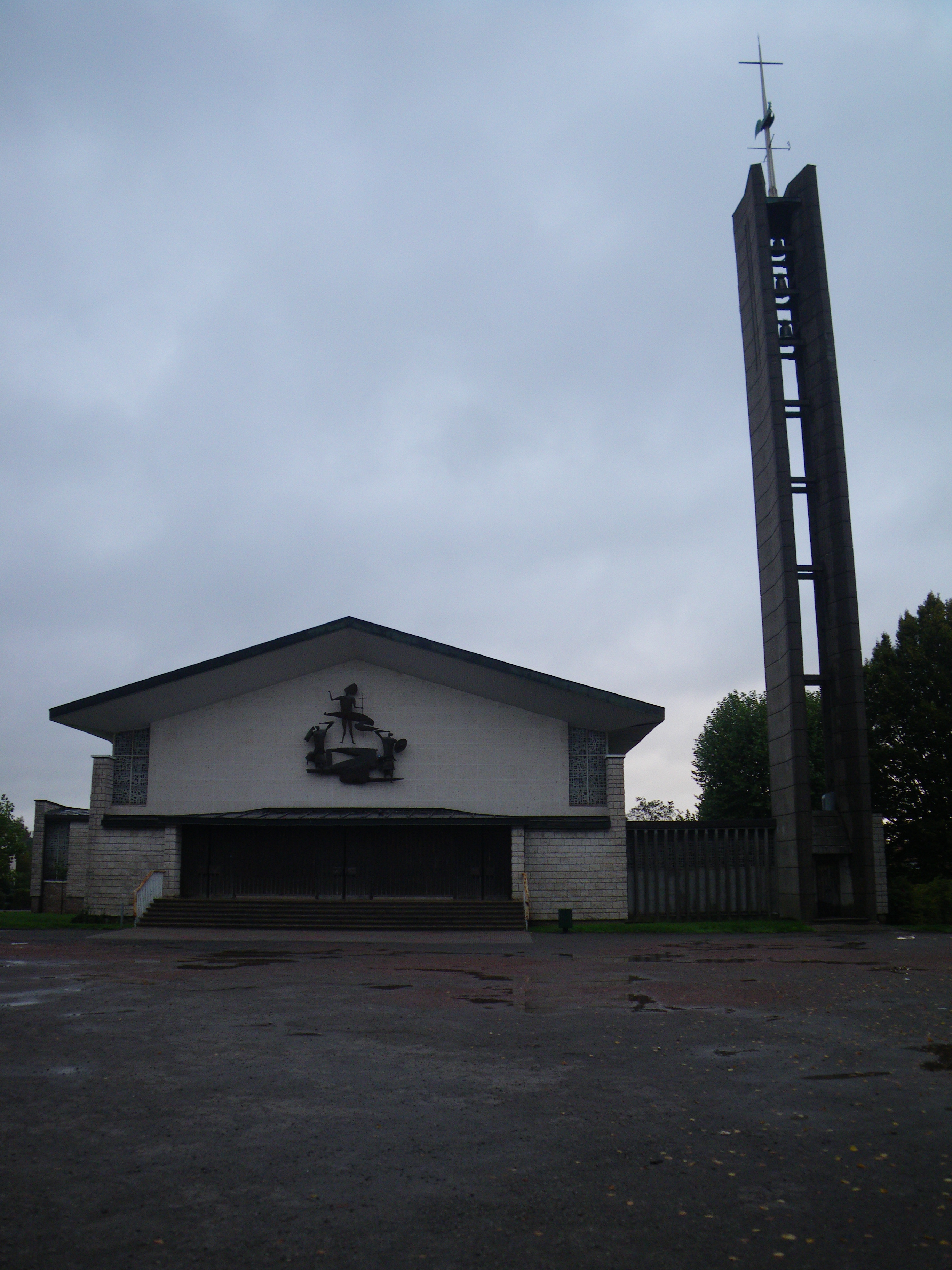
Kirche St. Jacques
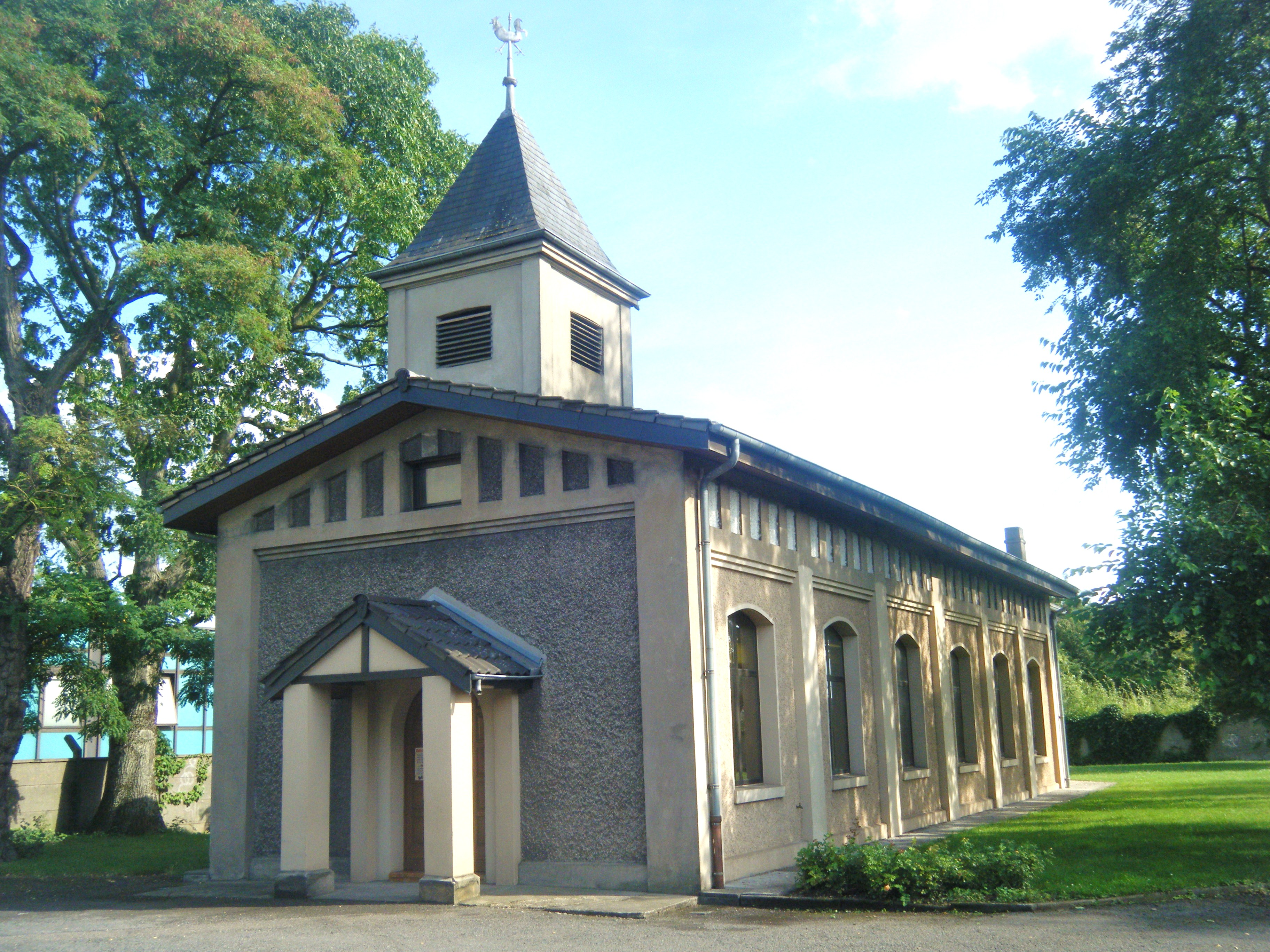
Reformierte Kirche
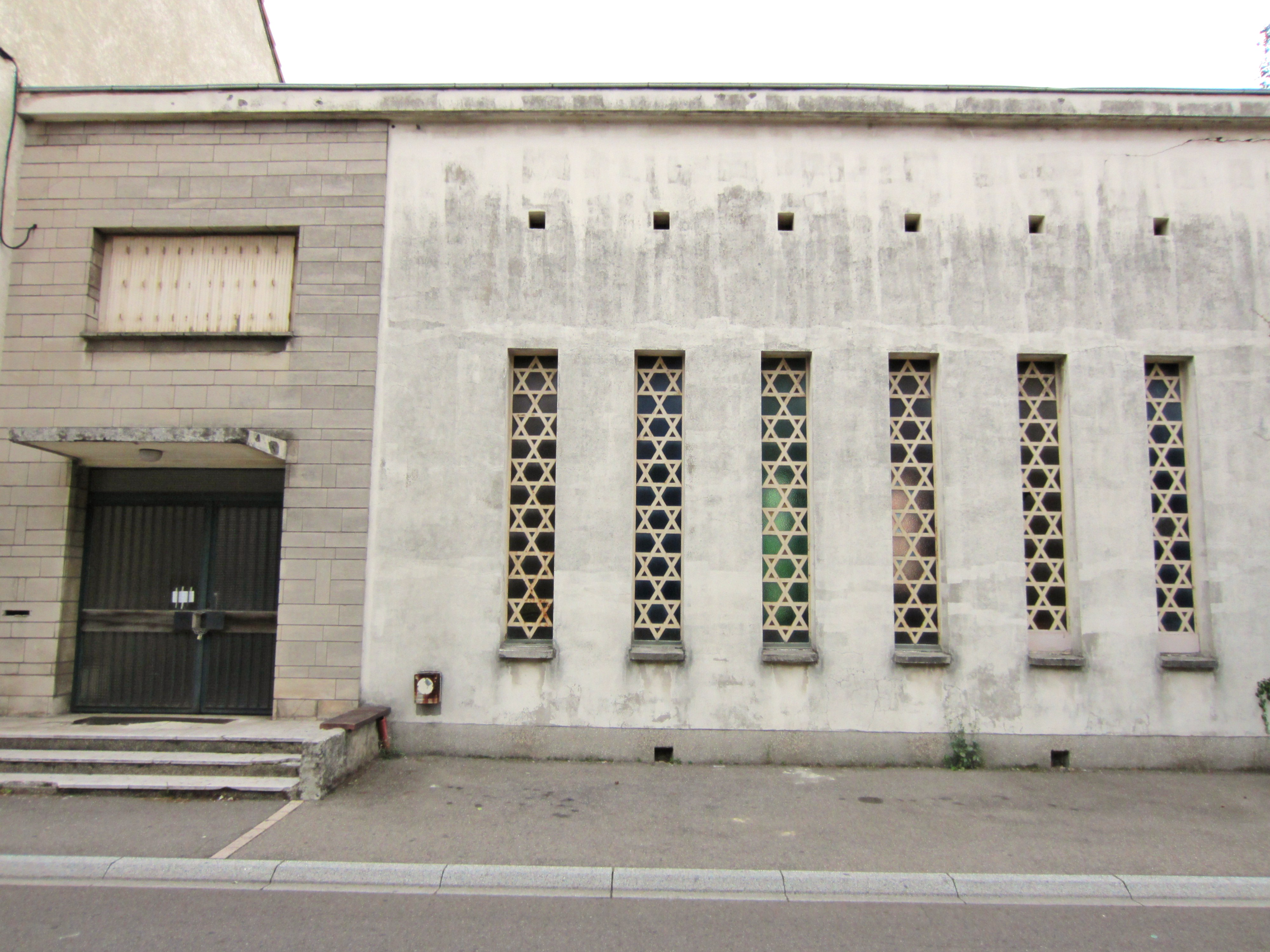
Ehemalige Synagoge

## Bahnhof

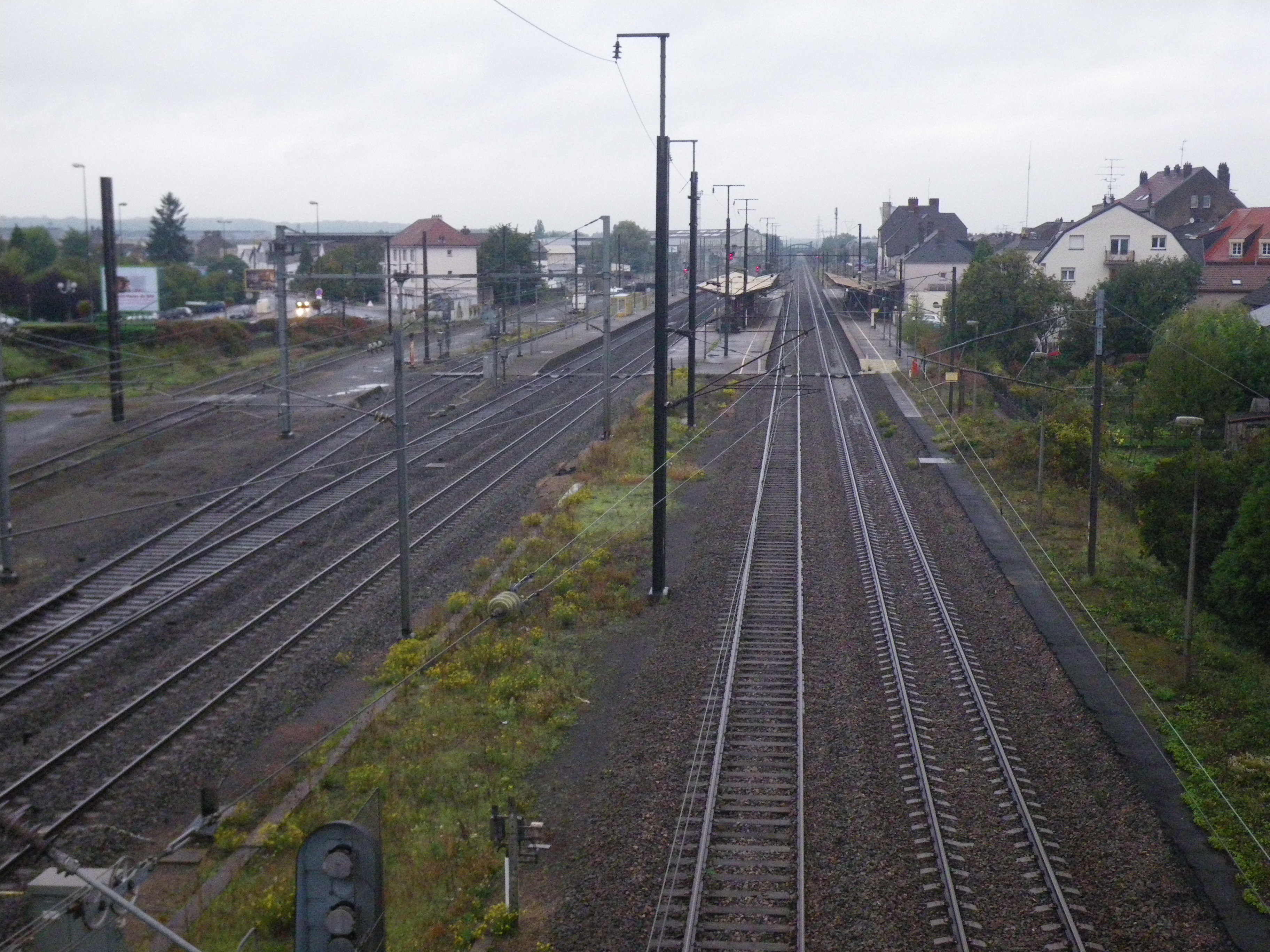
Bahnhof

Von 1912 bis 1964 verkehrte die Straßenbahn Hagendingen vom Bahnhof zu Stahlwerken der Region. Der Bahnhof Hagondange liegt an den Bahnstrecken Metz–Luxemburg und Saint-Hilaire-au-Temple–Hagondange.